# 3677 Magnusson
A 3677 Magnusson (ideiglenes jelöléssel 1984 QJ1) a Naprendszer kisbolygóövében található aszteroida. Edward L. G. Bowell fedezte fel 1984. augusztus 31-én.